# 公務人員高等考試
公務人員高等考試，簡稱高考，是中華民國的政府機關，為了選拔公務人員，而由考選部在每年所舉辦的初任性質的國家考試。規範該考試運作的法律，是《公務人員考試法》。在按照學歷的分級上，該考試，尚分為公務人員高等考試一級考試（簡稱高考一級）、公務人員高等考試二級考試（簡稱高考二級）、公務人員高等考試三級考試（簡稱高考三級）。高考一級考試及格者，取得薦任第九職等任用資格；高考二級考試及格者，取得薦任第七職等任用資格；高考三級考試及格者，取得薦任第六職等任用資格。

## 歷史
中華民國的第一屆公務人員高等考試，是於1931年7月15日在南京所舉行；第一屆公務人員普通考試，是於1933年10月25日在南京、北平所分別舉行。在中華民國中央政府遷移至臺灣後，高考與普考，則是於1950年繼續舉行。

## 公務人員高等考試一級考試
本項考試係依「公務人員高等考試一級考試規則」之規定辦理。凡中華民國國民，具有公立或立案之私立大學研究院、所，或符合教育部採認規定之國外大學研究院、所畢業，得有博士學位證書者，得應本項考試。
本項考試分三試：第一試為筆試，第二試為著作或發明審查，第三試為口試。第一試未錄取者，不得應第二試；第二試未錄取者，不得應第三試，且第一試及第二試錄取資格均不予保留。考試及格者，取得薦任第九職等任用資格。
考試類組分成一般行政、人事行政、土木工程、公職獸醫師（需具有獸醫師證書者）、化學工程、水土保持工程、水產技術、史料編纂、生物科技、交通行政、交通技術、地政、法制、物理、社會行政、金融保險、建築工程、原子能、原住民族行政、航運暨港埠管理、財稅行政、國際經貿法律、教育行政、新聞、經建行政、資訊處理、農業技術、電力工程、圖書資訊管理、衛生行政、衛生技術、機械工程、環境工程、環境檢驗、醫學工程等35個考試類組。

## 公務人員高等考試二級考試
本項考試係依「公務人員高等考試二級考試規則」之規定辦理。凡中華民國國民，具有公立或立案之私立大學研究院、所，或符合教育部採認規定之國外大學研究院、所畢業，得有相關「碩士」以上學位證書者。另技術類科如具有碩士以上學位，所修習之所系符合公務人員高等考試三級考試同類科應考資格第一款列舉之各所系者。得應本項考試相關類科之考試。
本項考試分二試（筆試、口試），第一試未錄取者，不得應第二試；第一試錄取資格不予保留。考試及格者取得薦任第七職等任用資格。
考試類組分成一般民政、一般行政（一般組）、一般行政（兩岸組一）、一般行政（兩岸組二）、人事行政、土木工程、土壤肥料、工業工程、工業安全、工業行政、化學工程、天文、戶政（一般組）、戶政（兩岸組）、文化行政（一般組）、文化行政（兩岸組）、水土保持工程、水利工程、水產利用、水產技術、水產資源、司法行政（兩岸組）、史料編纂、生物多樣性、生物技術、交通行政、交通技術、企業管理、光電工程、地政、地政、地震測報、自然保育、林業技術、法制、社會行政、金融保險、建築工程、食品衛生行政、原住民族行政、核子工程、氣象、畜牧技術、航運暨港埠管理、財稅行政、商業行政、國際經貿法律、採礦工程、教育行政（一般組）、教育行政（兩岸組）、統計、都市計畫技術、勞工行政、博物館管理、植物病蟲害防治、測量製圖、結構工程、園藝、新聞（一般組）、新聞（兩岸組）、會計、經建行政（一般組）、經建行政（兩岸組一）、經建行政（兩岸組二）、資訊處理、農村規劃、農產加工、農業行政（一般組）、農業行政（兩岸組）、農業技術、農業機械、電力工程、電子工程、電信工程、僑務行政、圖書資訊管理、漁業行政（一般組）、漁業行政（兩岸組）、審計、衛生行政（一般組）、衛生行政（兩岸組）、衛生技術、養殖技術、機械工程、輻射安全、環保行政、環保技術、環境工程、環境檢驗、醫學工程、藥事、體育行政等91個類組

## 公務人員高等考試三級考試
民國87年依據考試院決議公務人員高等考試三級考試暨普通考試實施分試，其主要目的在使初任公務人員具備較宏觀視野與知識，並提昇第二試申論試卷閱卷品質，惟實施經年以來，透過實施成效之檢視，審酌社會發展與環境變遷趨勢，經過嚴謹周延審議過程，於94年5月5日考試院第10屆第132次會議決議，公務人員高等考試三級考試暨普通考試恢復一試，自95年公務人員高等考試三級考試暨普通考試開始施行。
考試院民國93年8月27日修正發布「職系說明書」及「職組暨職系名稱一覽表」，將現行31個職組修正為43個職組，60個職系修正為95個職系，定於95年1月16日起施行，考選部爰配合進行公務人員各等級考試類科設置之檢討，並依據考試院會議決議，擬具公務人員高等考試三級考試暨普通考試規則暨應考資格表、應試科目草案提報考試院，全案並經考試院會議審議通過。目前務人員高等考試三級考試為105類科，普通考試為75類科。

## 法條規章

### 公務人員考試法
- 第三條第一項第一款明定：「公務人員之考試，分高等考試、普通考試、初等考試三等。」明白表示高等考試是台灣公務人員考試中級別較高的一種，另外還有公務人員普通考試（簡稱普考）和公務人員初等考試（簡稱初考），聯合簡稱「高普初考」。
- 第三條第一項第二款明定：「高等考試按學歷分為一、二、三級。」
- 第三條第一項第二款明定：「及格人員於服務一年內，不得轉調原分發任用之主管機關及其所屬機關、學校以外之機關、學校任職。」
- 第15條明定高等考試應考資格：
- 公立或立案之私立大學研究院、所，或經教育部承認之國外大學研究院、所，得有博士學位者，得應公務人員高等考試一級考試。
- 公立或立案之私立大學研究院、所，或經教育部承認之國外大學研究院、所，得有碩士以上學位者，得應公務人員高等考試二級考試。
- 公立或立案之私立獨立學院以上學校或經教育部承認之國外獨立學院以上學校相當學系畢業者，或普通考試相當類、科及格滿三年者，得應公務人員高等考試三級考試。

原本高等考試三級考試只要專科學校（大專；高專）畢業即可報考，所以定有落日條款：「公立或立案之私立專科學校或經教育部承認之國外專科學校相當系科畢業者，得於本法修正公布後三年內繼續應公務人員高等考試三級考試。」

### 公務人員特種考試
法源依據是《公務人員考試法》第三條第二項：「為因應特殊性質機關之需要及照顧身心障礙者、原住民族之就業權益，得比照前項考試之等級舉行一、二、三、四、五等之特種考試，除本法另有規定者外，及格人員於服務六年內，不得轉調申請舉辦特種考試機關及其所屬機關、學校以外之機關、學校任職。」考試院依《公務人員考試法》第24條訂定的《公務人員考試法施行細則》明定：「本法第三條第二項所稱得比照前項考試之等級舉行一、二、三、四、五等之特種考試，指特種考試一等考試相當高等考試一級考試。特種考試二等考試相當高等考試二級考試。特種考試三等考試相當高等考試三級考試。特種考試四等考試相當普通考試。特種考試五等考試相當初等考試。」

## 外部連結
- 中華民國考選部（中文）